# Cloche de l'église de Montendre
La cloche de l'église Saint-Pierre à Montendre, une commune du département de la Charente-Maritime dans la région Nouvelle-Aquitaine en France, est une cloche de bronze datant de 1727. Elle a été classée monument historique au titre d'objet le 20 novembre 1962. 
Inscription : « SAMUEL CHAPUSET MON PASRIN AVEC IANNE MELANIE MA MASRENNE MA DONNE A LEGLISE DE CHARDES JACQUES ROCHER CURE 1727 ».